# For His Son
For His Son est un court-métrage américain réalisé par D. W. Griffith et sorti en 1912.
Une copie du film a été conservée.

## Synopsis
Un médecin gagne de l'argent pour le donner à son fils, en commercialisant une boisson appelée « DopoKoke » contenant de la cocaïne. Mais le fils devient victime de la boisson. Il quitte sa fiancée et s'enfuit avec une autre victime de cette boisson. Empoisonné en la buvant, le fils meurt. Le père qui ne se préoccupait pas des victimes de sa boisson, trouve alors à sa porte le résultat de son déshonneur.

## Fiche technique
- Réalisation: D. W. Griffith
- Scénario : Emmett C. Hall
- Photographie : G. W. Bitzer
- Distributeur : Biograph Company
- Durée : 15 minutes
- Date de sortie : 
  - États-Unis : 22 janvier 1912

## Distribution
- Charles Hill Mailes : le père, un médecin
- Charles West ; le fils
- Blanche Sweet : la fiancée du fils
- William Bechtel : au bureau
- Dorothy Bernard : la secrétaire
- W. Christy Cabanne : un des amis du fils
- Edward Dillon : à la fontaine à soda
- Edna Foster : à la fontaine à soda
- Robert Harron : à la fontaine de soda
- Dell Henderson : au bureau
- Grace Henderson : The Landlady
- Harry Hyde : un des amis du fils
- J. Jiquel Lanoe : à la fontaine à soda
- Alfred Paget : au bureau
- Gus Pixley : à la fontaine à soda
- W. C. Robinson : à la fontaine à soda
- Ynez Seabury : à la fontaine à soda
- Kate Toncray : à la fontaine à soda

## Production
Le film a été tourné à Fort Lee dans le New Jersey,.